# List Koloským

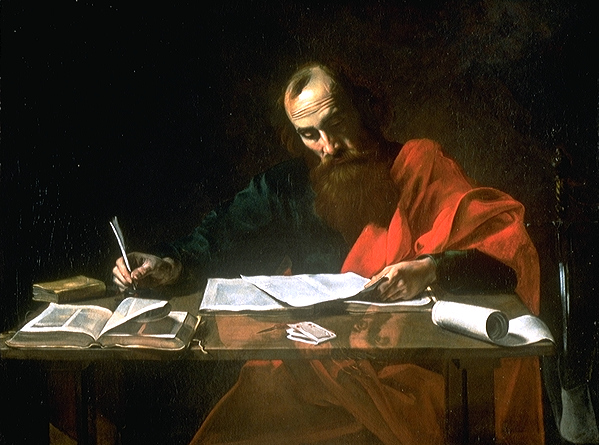
N. Tournier (?), Sv. Pavel. 16. stol.

List Koloským, Kolosanům nebo také Kolosenským (zkratka Ko nebo Kol) je součást Nového zákona, jeden z listů, připisovaných apoštolu Pavlovi. Byl napsán řecky, podle tradice roku 62 ve vězení v Římě, současně s Listy Filipským, Efezským (s nímž vykazuje mnoho podobností) a Filemonovi. O autorství listu dnes mnozí pochybují a pokládají jej za dílo nějakého žáka z pozdější doby.
Kolossy (latinsky Colossae) bylo město blízko starověké Laodiceje, dnešního Denzli v Anatolii (Turecko), asi 150 km severozápadně od Anatalye. Zdejší křesťanskou obec založil patrně Epafras (Ko 1,7; 4,12) a Pavel ji možná ani nenavštívil (Fm 1, 22). List Koloským obsahuje mnoho slov, které se jinak v Pavlových listech nevyskytují, proto jej někteří připisují Pavlovu tajemníkovi Timoteovi (Ko 1,1).

## Citáty
| „             | On je obraz Boha neviditelného, prvorozený všeho stvoření, neboť v něm bylo stvořeno všechno na nebi i na zemi – svět viditelný i neviditelný; jak nebeské trůny, tak i panstva, vlády a mocnosti – a všechno je stvořeno skrze něho a pro něho. On předchází všechno, všechno v něm spočívá, on jest hlavou těla – totiž církve. | “ |
| — Ko 1, 15–18 | |   |

| „            | Potom už není Řek a Žid, obřezaný a neobřezaný, barbar, divoch, otrok a svobodný – ale všechno a ve všech Kristus. Jako vyvolení Boží, svatí a milovaní, oblecte milosrdný soucit, dobrotu, skromnost, pokoru a trpělivost. Snášejte se navzájem a odpouštějte si, má-li kdo něco proti druhému. Jako Pán odpustil vám, odpouštějte i vy. Především však mějte lásku, která všechno spojuje k dokonalosti. A ve vašem srdci ať vládne mír Kristův, k němuž jste byli povoláni v jedno společné tělo. A buďte vděčni. | “ |
| — Ko 3,11–15 | |   |